# Каменца над Ложицами
Каменца над Ложицами (словен. Kamenca nad Ložicami, итал. Càmenze) је насељено место у општини Канал об Сочи, Горишка регија, Словенија.

## Историја
До територијалне реорганизације у Словенији био је у саставу старе општине Нова Горица. Као самостално насеље Каменца над Ложицами постоји од 2006. године. Настала је издвајањем дела из насеља Анхово.

## Становништво
У попису становништва из 2011. године, Каменца над Ложицами није имао становника.
| Број становника према пописима |
| ------------------------------ |
| 2011                           |
| 0                              |

Напомена: Године 2006. настала издвајањем дела из насеља Анхово.